# Laemophloeus subtilis
Laemophloeus subtilis là một loài bọ cánh cứng trong họ Laemophloeidae. Loài này được Rey miêu tả khoa học năm 1889.